# الافور الیاسون
اولافور الیاسون به (ایسلندی: Ólafur Elíasson، انگلیسی: Olafur Eliasson)؛ هنرمند دانمارکی-ایسلندی است که برای هنرچیدمان و خلق مجسمه‌های بزرگ خود بسیار شناخته شده‌است. او در چیدمان‌ها و مجسمه‌های هنری خود با بکارگیری عناصری چون نور، آب و دمای هوا بینندگانش را نسبت به پروژه‌های خود آگاهتر می‌سازد. اولافور در سال ۲۰۰۵ میلادی در پنجاهمین دوسالانه ونیز با پروژهٔ The Weather Project به نمایندگی از کشور دانمارک شرکت کرده‌است.

## زندگی‌نامه
اولافور الیاسون در سال ۱۹۶۷ میلادی در شهر کپنهاگ دانمارک به دنیا آمده‌است و دارای ریشه‌های دانمارکی-ایسلندی است. والدین او در سال ۱۹۶۶ از کپنهاگ به دانمارک مهاجرت کرده‌اند. او اولین نمایشگاه طراحی از مناظر و نقاشی‌های گواش خود را در سن ۱۵ سالگی در گالری کوچکی در دانمارک بر پا کرد. الافور در سال ۱۹۹۵ میلادی استودیوی خود را در برلین دایر کرد.
او در تعدادی از پروژه‌ها در فضاهای عمومی شرکت داشته‌است از جمله پروژهٔ intervention Green river که در شهرهای مختلف در بین سال‌های ۲۰۰۱–۱۹۹۸ اجرا شده‌است، غرفهٔ موفت در گالری سرپنتاین در سال ۲۰۰۷ که به همکاری معمار نروژی کجتیل تورسن (به انگلیسی: Kjetil Thorsen) بر پا شده بود، پروژهٔ آبشارهای نیویورک در سال ۲۰۰۸. او در بین سال‌های ۲۰۱۴–۲۰۰۹ مدرس دانشگاه هنر بوده‌است و از سال ۲۰۱۴ به عنوان استادیار در دانشکدهٔ هنر و طراحی آدیس آبابا به تدریس مشغول است.
اولافور در سال ۱۹۹۷ در جریان برپایی غرفهٔ پروژهٔ خود در بینال هنری سائو پائولو با همسرش ماریان کروگ جنسون که مورخ هنریست آشنا وبا هم ازدواج کردند. آن‌ها دو فرزند پسر و دختر خود را از شهر آدیس آبابای اتیوپی به فرزندخواندگی پذیرفتند. او و خانواده‌اش هم‌اکنون در خانه‌ای که توسط آندریاس کلمنسن( معمار) در نزدیکی شهر کوپنهاگ طراحی شده‌است زندگی می‌کنند.

## زندگی هنری
الیاسون تحصیلات هنری خود را در سال‌های ۱۹۹۵–۱۹۸۹ در آکادمی سلطنتی هنرهای زیبای دانمارک کسب کرد. در سال ۱۹۹۰ او با کمک هزینهٔ سفری که ازسوی دانشگاه به وی اهدا شده بود به نیویورک رفت و در یکی از گالری‌های آنجا به عنوان معاون هنری به کار مشغول شد. بعد از اقامتهای خود در شهرهای کلن و برلین آلمان به دانمارک بازگشت و و مدرک هنری خود را دریافت نمود. او در سال ۱۹۹۵ گالری الافور الیاسون را در برلین بنا کرد که تا به امروز برای تحقیقات فضایی-جوی پروژه‌های هنریش مورد استفاده واقع می‌شود.
از سال ۱۹۹۶ او همکاری‌های خود را با اینار تورستین که متخصص معماری و نابغه ا ی در علوم هندسی است آغاز نمود. اولین قطعهٔ هنری خلق شده توسط آنان با عنوان ۸۹۰۰۰۰۵۴ ساختار عظیمی است با طول ۲٫۱ و عرض ۹٫۱ متر و با قطعات فولادی و فرم گنبد مانند خود چنان با زمینی که روی آن بنا شده پیوند یافته‌است که گویی از دل زمین برخاسته و ذهن بیننده در مواجههٔ با آن بسختی می‌تواند بپذیرد که این ستون‌ها و ساختارها از اعماق زمین رویانیده نشده‌اند

## پروژهٔآب و هوا
یکی از پروژه‌های موفقیت‌آمیز اوبا عنوان Weather Project بود که در سال ۲۰۰۳ در گالری تیت لندن اجرا شد. این چیدمان فضای سالن توربین هال گالری را پر کرده بود و متشکل از دستگاه‌های رطوبت زایی بود که با استفاده از شکر و آب مه رقیق در فضا ایجاد می‌کرد و دیسک بزرگ گردی که شبیه خورشید بود و با استفاده از صدها لامپ یکرنگ نور زرد رنگ را از خود متشعشع می‌کرد دردیوار روبرویی نصب شده بود. بر روی سقف سالن آیینهٔ بزرگی نصب شده بود و بازدیدکنندگان با ورود به سالن نمایش با ابن چیدمان مشارکت کرده و با دراز کشیدن بر روی کف سالن و با حرکت دادن دست و پاهایشان خود را در آیینه مانند سایه‌های کوچک سیاه رنگ متحرکی می‌دیدند که در نور نارنجی رنگ احاطه شده‌اند. این چیدمان هنری شش ماه بر پا بود و براساس آمار ارائه شدهٔ گالری تیت بازدیدکنندگانی بالغ بر۲٬۰۰۰٬۰۰۰ نفر را جذب نموده بود که بسیاری از آن‌ها بینندگانی بودند که یارها و بارها به دیدن اثر می‌آمدند.

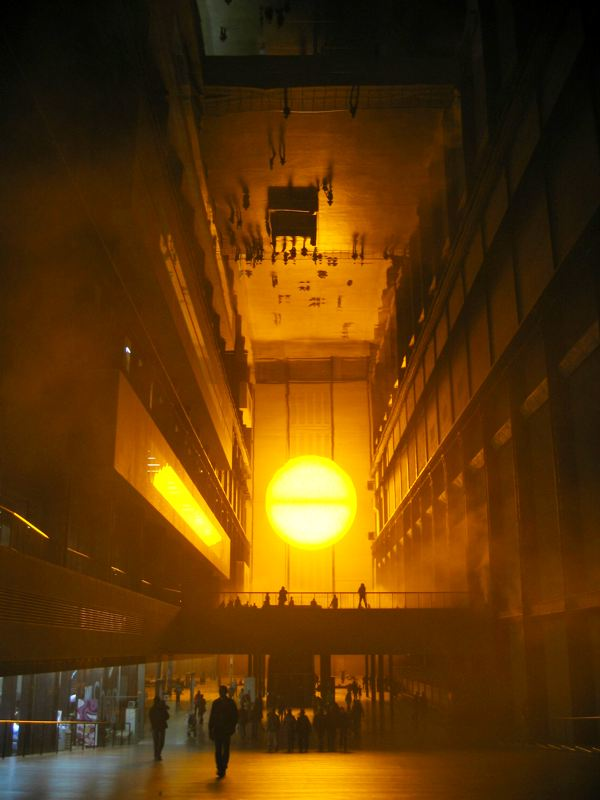
پروژهٔ آب و هوا

## اتاقی برای یک رنگ
الیاسون دست به تجارب متنوعی با پروژه‌های لامپ‌های نورانی خود در جهت ایجاد فضاهایی با غلظتهای متفاوت زده است و و تابش نورهای رنگی لامپ‌ها درفضا و تأثیرات آن را بر بینندگان آزموده است. نمونهٔ آن پروژه‌ای بود با عنوان اتاقی برای یک رنگ. در اتاقی لامپ‌های تیوبی یکرنگ نصب شده بود و بازدیدکنندگان با ورود به آنجا خود را غرق در فضایی نورانی و یکرنگ می‌دیدند و تأثیرات نور یکرنگ بر پذیرش و ادراک ذهنی دیگر رنگ‌ها را تجربه می‌کردند.

## افق سیاه شما
چیدمان افق سیاه شما (به انگلیسی: Your black horizon) پروژهٔ دیگری بود که به سفارش مجریان بینال ونیز و با مشارکت دیوید آدجایه معمار انگلیسی از تاریخ ۱ اوت تا ۳۱ اکتبر ۲۰۰۵ در جزیرهٔ سان لازار که نزدیک شهر ونیز می‌باشد بر پا شد. غرفه‌های موقتی در نزدیکی کلیسا-دیر برپا شده بود که میزبانی نمایشگاه را بر عهده داشت. بنای اصلی نمایش اتاق مکعبی سیاهی بود که تنها یک نقطه نور دهنده داشت نور ممتد و باریکی به چهار سوی دیوار تابیده می‌شد که در سطح نقطهٔ دید بینندگان بود و فضا را به دو قسمت تقسیم می‌کرد.

## مسافر ناپیدا
پروژهٔ مسافر ناپیدا که به سفارش موزهٔ هنر مدرن آرکن در سال ۲۰۱۰ اجرا شد شامل تونل ۹۰ متری بود که در آن بازدیدکنندگان مواجهه با مه غلیظی می‌شدند که دید آن‌ها را از فاصلهٔ ۱٫۵ متری به بعد محدود می‌کرد هدف الیاسون هم همین بود تا مشارکت کنندگان با حواس به غیراز بینایی خود به کاوش محیط تونل بپردازند.

## آبشارهای نیویورک
در سال ۲۰۰۸ پروژهٔ آبشارهای نیویورک سیتی او اجرا شد که متشکل از چهار آبشاری بود که بلندی ۱۲۰–۹۰ فوت را داشتند و در بندرگاه نیویورک برپا شده بودند. این پروژه که از ۲۶ ژوئن تا ۱۳ اکتبر ۲۰۰۸ بر پا بود هزینه‌ای بالغ بر ۱۵٫۵میلیون دلار را در پی داشت.

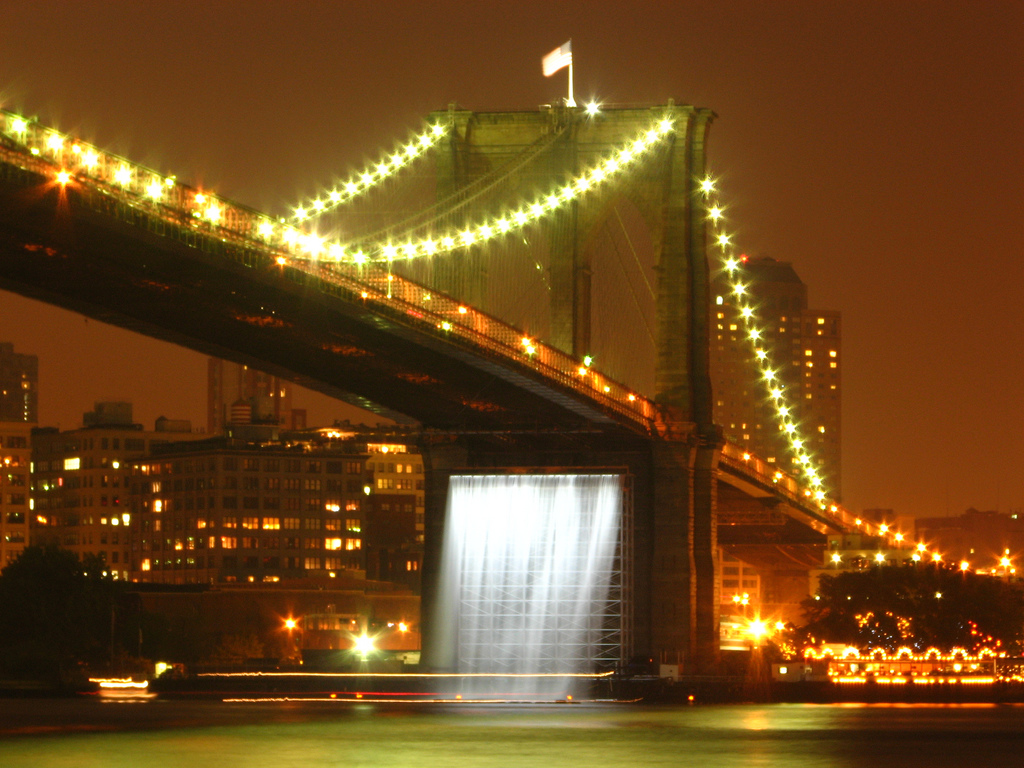
آبشارهای نیویورک

## پارلمان حقیقت
یکی از آثار برپا شدهٔ دائمی او پارلمان حقیقت است که در محوطهٔ دانشگاه بارد نیویورک احداث شده‌است. ساختار این اثر بر اساس پارلمان آلثینگی ایسلند که از اولین پارلمان‌ها محسوب می‌شود شکل گرفته‌است این پروژه محقق‌کنندهٔ مکانی است که در آن دانشجویان و بازدیدکنندگان می‌توانند بنشینند، استراحت کنند یا در مورد مسائل مختلف به گفتگو بنشینند. پارلمان حقیقت تأکید بر این را دارد که اساس هر برنامهٔ آموزشی باید متکی بر بحث و گفتگو باشد. این جزیرهٔ دست‌ساز انسانی با یک دریاچه و ۲۴ درخت و زمین علفزار احاطه شده‌است. ساختار آن با سنگ‌های آبی رنگ تکه‌تکه شده مزین گشته است و حدود سی تکه سنگ‌های کنار رودخانه محوطهٔ نشستن دانشجویان و مردم را فراهم می‌آورد. همچنین ساختمان پارلمان از طریق پلی که با شبکه‌های تور مانند فولاد ضد زنگ پوشانده شده قابل دسترسی است.

## پروژه‌های دیگر

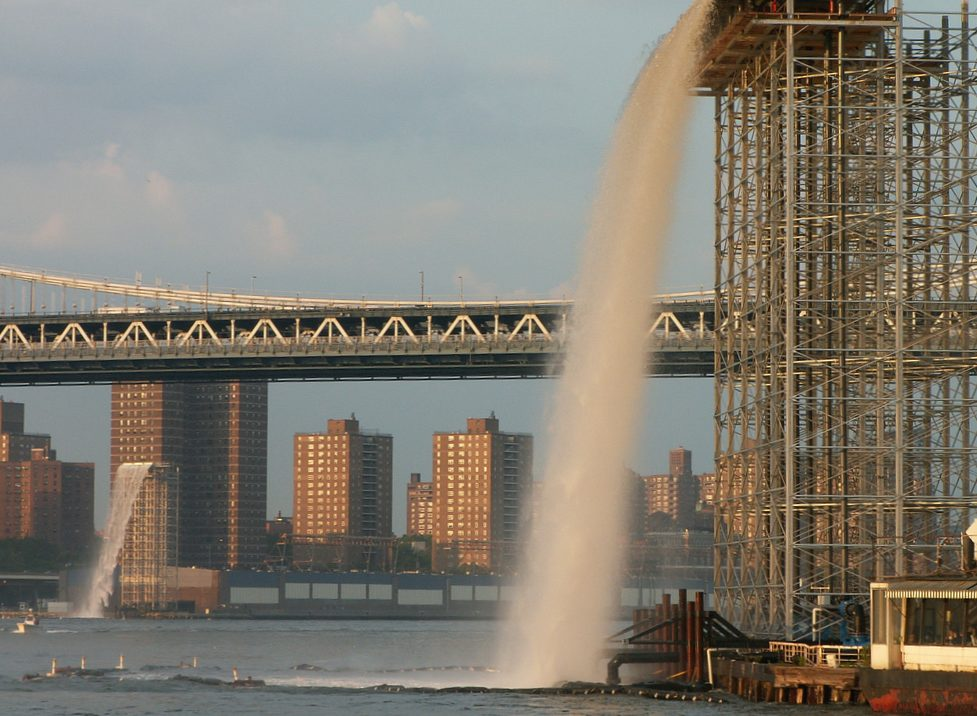
یکی از سازهای ساخته شده توسط اولافور الیاسون

او در سال ۲۰۰۷ طراحی صحنهٔ سالن فدرا (به انگلیسی: Phaedra) اپرای ایالتی برلین را بر عهده داشته‌است.
الافور الیاسون همچنین طراح نمای بیرونی سالن کنسرت هارپا در شهر ریکیاویک است که توسط شرکت دانمارکی ساخته شد و در سال ۲۰۱۱ افتتاح گردید .نمای این ساختمان با ساختارهای آجر مانند شیشه‌ای و آهنی منعکس‌کنندهٔ زندگی شهری و نورهای متنوعی است که با جابجایی نور خورشید و تغییرات شرایط آب و هوایی تغییر می‌یابند.
در سال ۲۰۱۲ الافور و فردریک اتیسن شرکت لیتل سان (به انگلیسی: little sun) را تأسیس کردند که این کمپانی به تولید لامپ‌های ال ای دی خورشیدی می‌پردازد
پروژهٔ خورشید کوچک (Little Sun) در سال ۲۰۱۲ میلادی در گالری تیت مدرن لندن در معرض دید عموم قرار گرفت که حاصل دو سال تلاش او و تیم متخصصش بود. در حقیقت خورشید کوچک با طراحی ساده و دلپذیر خود لامپ خورشیدی کوچکی است که با قرار گرفتن در مقابل نور خورشید تبدیل به لامپ می‌شود این نمایشگاه با هدف شناساندن مردم با انرژی خورشیدی، چالش‌های موجود در مورد منابع انرژی زمین و نحوهٔ استفاده از منابع انرژی، اهمیت و نقش نور و انرژی در زندگی انسان‌ها بر پا شد و شامل طرح‌ها و برنامه‌ها ی مشارکتی با بینندگان بود. به عنوان مثال چراغ‌های گالری در ساعت مشخصی خاموش می‌شد تا بینندگان با لامپ‌های خورشیدی که در دست دارند به بازدید آثار موجود در گالری رفته و تأثیرات نور آن را بیازمایند همچنین با استفاده از نور لامپ‌های خورشیدی نمایش‌های سورئالیستی زیبایی در سالن‌های گالری تیت مدرن اجرا شده‌است. فیلم‌هایی نیز در مورد نور، زندگی و خورشید کوچک ساخته شده‌است که به نمایش درآمده‌است.نمایشگاه الافور الیاسون